# バークデイル校
バークデイル校(Birkdale School)は、イングランド・シェフィールドに所在するパブリックスクール（男子校）。

## 著名な卒業生
- レックス・ハリソン
- マイケル・ペイリン
- ブルース・ディッキンソン
- ジャスティン・ウィルソン

| サブスタブ | この項目は、まだ閲覧者の調べものの参照としては役立たない、書きかけの項目です。この項目を加筆・訂正などしてくださる協力者を求めています。このテンプレートは分野別のサブスタブテンプレートやスタブテンプレート（Wikipedia:分野別のスタブテンプレート参照）に変更することが望まれています。 |